# Посланица Галатима
Посланица Галатима, једна је од књига Новог завета, по реду четврта међу посланицама. Налази се иза Друге посланице Коринћанима.
Писац посланице је Свети апостол Павле а настала је педесетих година првога века. Читаоци којима је упућена посланица су Галати који су примили хришћанство. Они су живели у Малој Азији, у централној Анадолији, у градовима: Листри, Дерви и Иконији, које је Апостол Павле обишао на свом Првом мисионарском путовању. Писмо је првобитно написано на грчком језику Коине, а касније је преведено на друге језике. Посланица Галатима је извршила огроман утицај на историју хришћанства, развој хришћанске теологије и проучавање апостола Павла.
Централни спор у писму односи се на питање како пагани могу да пређу у хришћанство, што показује да је ово писмо написано у веома раној фази црквене историје, а у писму нема ни наговештаја о развијеној организацији унутар хришћанске заједнице у целини, што га датира у доба живота самог Павла.
Ово је најстраственија посланица Апостола Павла. Он у њој изражава жаљење због тога што су Галати, који су од њега примили хришћанство, после његовог одласка упали у заблуде, јер су се појавили неки лажни мисионари, највероватније Гностици, који су омаловажавали апостола и помутили им слику о хришћанству коју им је апостол открио. У овој посланици апостол Павле им исправља те заблуде.
Стихови из ове посланице често се користе на црквеним богослужењима.